# Határok mentén
A Határok mentén (eredeti cím: Triple Frontier) 2019-ben bemutatott amerikai bűnügyi-akciófilm, melyet J. C. Chandor rendezett. A forgatókönyvíró Chandor és Mark Boal (történet). A főszerepben Ben Affleck, Oscar Isaac, Charlie Hunnam, Garrett Hedlund és Pedro Pascal látható.
A filmet 2019. március 6-án vetítette a Netflix, mielőtt globálisan is bemutatták volna március 13-án. Általánosságban többnyire pozitív értékeléseket kapott a kritikusoktól.

## Cselekmény
Az amerikai különleges erők öt veterán szakembere Dél-Amerika egy ritkán lakott területén találkozik, ahol három határ fut össze. Ezek a meg nem énekelt hősök tekintélyes pályafutásuk során először vállalnak veszélyes küldetést saját maguk, és nem hazájuk, az Egyesült Államok érdekében, amikor egy beépített, információkat szállító „tégla” támogatásával felveszik a harcot egy hatalmas drogkartellel. 
Az akció eleinte a terv szerint halad, de a kapzsiság és a becsvágy erősebb a szakmaiságnál, és hirtelen minden váratlan fordulatot vesz, amikor a helikopterük lezuhan és kénytelenek az Andokban gyalog menekülni. Ezután képességeik, lojalitásuk és moráljuk a végsőkig ki van téve az Andokban zajló, a túlélésért vívott epikus csatában. Ez nem mindig becsületesen zajlik, és nem is minden csapattag éli túl, de a megszerzett pénzt igazságosan megosztják azok otthon lévő hozzátartozóival.

## Szereplők
| Szerep             | Színész         | Magyar hang |
| ------------------ | --------------- | ----------- |
| Tom Davis          | Ben Affleck     |             |
| Santiago Garcia    | Oscar Isaac     |             |
| William Miller     | Charlie Hunnam  |             |
| Ben "Benny" Miller | Garrett Hedlund |             |
| Francisco Morales  | Pedro Pascal    |             |
| Yovanna            | Adria Arjona    |             |

## Számlista
- For Whom the Bell Tolls (Metallica song)  – Metallica
- Caderas – Bomba Estéreo
- The Chain  – Fleetwood Mac
- Walk  – Pantera
- Masters of War  – Bob Dylan
- Run Through the Jungle  – Creedence Clearwater Revival
- Para Elisa – Los Destellos
- Linda Munequita – Los Hijos Del Sol
- Mi Lamento – Grupo Celeste
- No Te Dejare – Grupo Celeste
- Somewhere There Is A Mother  – traditional song
- Woah  – Jeremie Salvatore
- Old Time Pan  – Odyssey Steel Band
- "Orion" – Metallica

## Megjelenés
A film világpremierjét New Yorkban tartották 2019. március 3-án. Egyes mozikban március 6-án jelent meg, egy héttel később, március 13-án mutatta be a Netflix. 2019. április 16-án a Netflix bejelentette, hogy a filmet több mint 52 millió néző tekintette meg a szolgáltatáson megjelenő első hónapban. 2019. július 5-én a Netflix bejelentette, hogy a filmet a szolgáltatás megjelenése óta több mint 63 millió néző nézte meg.

## Fordítás
- Ez a szócikk részben vagy egészben  a   Triple Frontier (film) című angol Wikipédia-szócikk fordításán alapul.  Az eredeti cikk szerkesztőit annak laptörténete sorolja fel. Ez a jelzés csupán a megfogalmazás eredetét és a szerzői jogokat jelzi, nem szolgál a cikkben szereplő információk forrásmegjelöléseként.
- Ez a szócikk részben vagy egészben  a   Triple frontera (película) című spanyol Wikipédia-szócikk fordításán alapul.  Az eredeti cikk szerkesztőit annak laptörténete sorolja fel. Ez a jelzés csupán a megfogalmazás eredetét és a szerzői jogokat jelzi, nem szolgál a cikkben szereplő információk forrásmegjelöléseként.